# Zweeloo
Zweeloo – wieś w gminie Coevorden, zlokalizowanej w holenderskiej prowincji Drenthe. Była osobną gminą w latach 1819-1998.
W Zweeloo znajduje się kościół wybudowany w 1252 roku na miejscu stojącego wcześniej w tym miejscu drewnianego kościoła.

## Linki zewnętrzne

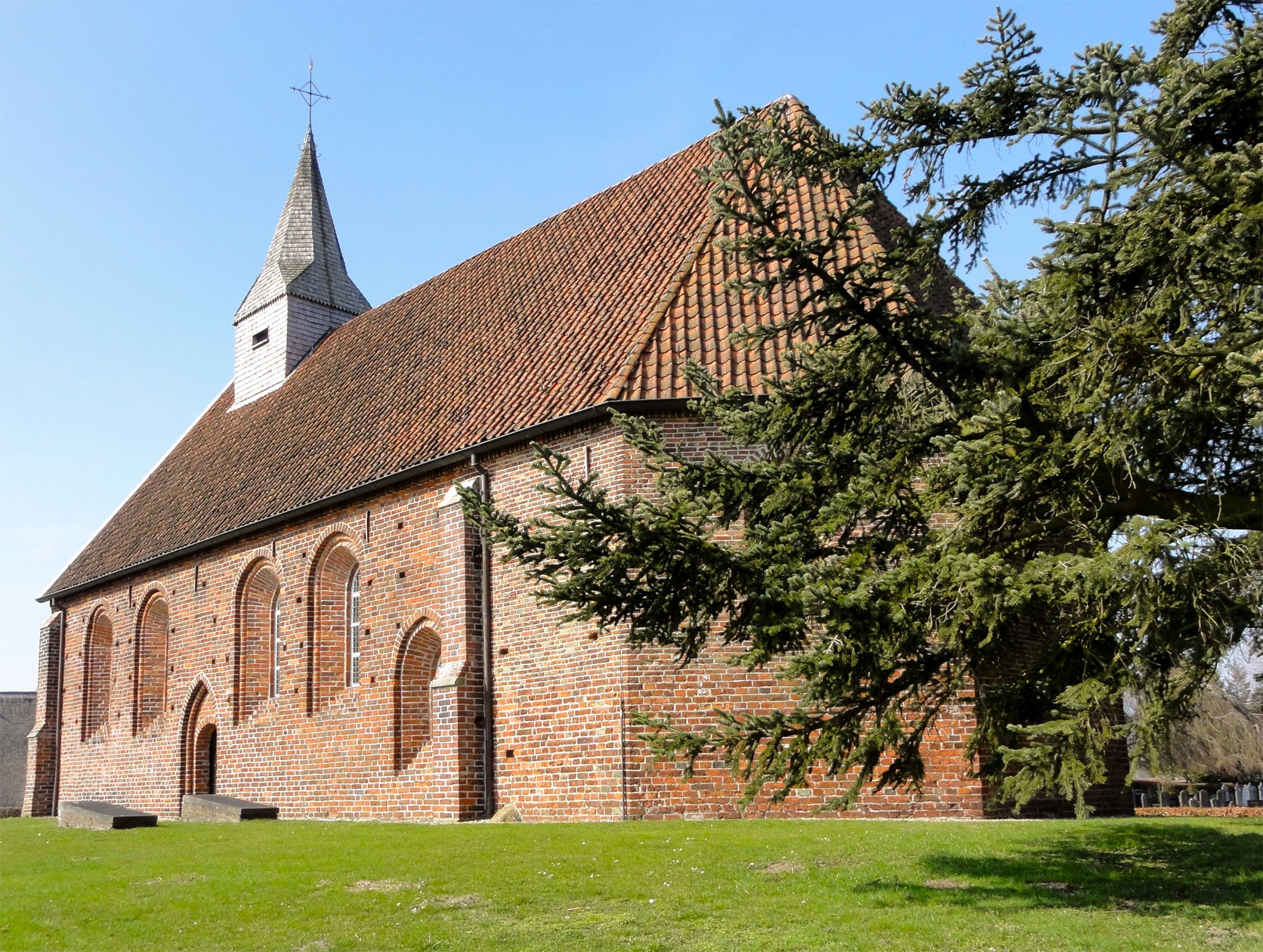
Kościół w Zweeloo